# Bob Nanna
Bob Nanna (Chicago, 14 giugno 1975) è un musicista statunitense, meglio noto come voce e chitarra dei Braid e degli Hey Mercedes.
Nanna è anche membro di altre formazioni: i Lifted Bells, Jack & Ace, ed il progetto solista The City on Film.

## Biografia
Nato il 14 giugno 1975 a Chicago, Illinois, Robert Thomas Nanna frequenta l'Università dell'Illinois a Champaign/Urbana, laureandosi in Comunicazione pubblicitaria.
Dal 2005-2014, Nanna lavora a Chicago nel settore marketing della fabbrica di magliette Threadless.
Nel 2013 fonda con Mark Rose degli Spitalfield il sito internet di musica cantautorale Downwrite.

## Discografia

### Con i Friction
- Blurred In Six (Allied, 1994) - LP 1993
- Makeshift (Shakefork) - 7'' 1995
- split w/ Capn' Jazz (Shakefork) - 7'' 1995
- Hours of Operation (Polyvinyl) - 2xCD 2002

### Con i Braid
- Frankie Welfare Boy Age Five
- The Age of Octeen
- Frame and Canvas
- Movie Music, Vol. 1
- Movie Music, Vol. 2
- Lucky to Be Alive
- Closer to Closed
- No Coast

### Con gli Hey Mercedes
- Everynight Fire Works (Vagrant)
- Loses Control (Vagrant)

### Come The City On Film
- In Formal Introduction (Grand Theft Autumn)
- La Vella (Topshelf, 2014)

### Con gli Sky Corvair
- The Sky Corvair - Unsafe At Any Speed (Actionboy Records, 2005) CD

### Come Certain People I Know
- Certain People I Know - Certain People I Know (Count Your Lucky Stars, 2012)

### Singoli ed EP
- Friction / Cap'n Jazz - 'Nothing Dies with Blue Skies  (Shadefork Records, 1994) - singolo
- Friction - Makeshift  (Shadefork Records, 1993) - 7" di 3 canzoni
- Braid - Rainsnowmatch (Enclave /Polyvinyl 1993) - EP
- Braid - I'm Afraid of Everything / Radish White Icicle / Now I'm Exhausted (Grand Theft Autumn, 1994) - singolo
- Braid - Niagara / That Car Came Out Of Nowhere (Grand Theft Autumn, 1994) - singolo
- Braid - First Day Back / Hugs From Boys (Polyvinyl, 1995) - singolo
- The City On Film / Kind Of Like Spitting / Sterling Silver - Slowdance Tour (Slowdance, 1998) - EP
- Braid - Please Drive Faster Polyvinyl (1998) - EP
- The City On Film - Two Hour Anniversary (About Midnight, 1997) - 7"
- The City On Film / Kind Of Like Spitting - Split (Sport, 1998) - 7"
- Braid / Eversor / The Lovemen / 3minutemovie - Japan Tour CD (1999) - 3" CD
- Hey Mercedes - Hey Mercedes Polyvinyl, (2000) - EP
- Bob Nanna / Elizabeth Elmore - Bob Nanna/Elizabeth Elmore EP (Troubleman Unlimited, 1999) - EP
- Hey Mercedes - The Weekend (Vagrant, 2003) - single, EP
- Hey Mercedes / Favez - Split (Sound Fiction, 2003) - 7"
- The City On Film - I'd Rather Be Wine Drunk (Post 436, 2004) - EP
- The City On Film / The Novi Split - The Sea Was Angry That Day My Friends (Eat The Fly, 2004) - EP
- Hey Mercedes - Unorchestrated (Grand Theft Autumn, 2005) - EP, compilation
- The City On Film - Little Informal (Grand Theft Autumn, 2005) - EP
- The City On Film - American Diary (Redder, 2005) - EP
- The City on Film / Minus the Bear - Split (Polyvinyl, 2006) - 7"
- The City on Film / Owen - Split (Red Cars Go Faster, 2007) - 7"
- Bob Nanna & Lauren Lo / Into It Over It - "Split" (Evil Weevil, 2010) - 7"
- Braid / Balance and Composure - "Split" (No Sleep, 2013) - 7"
- Lifted Bells - s/t EP (Naked Ally, 2013) - 12" EP
- Lifted Bells - "Lights Out" (Naked Ally, 2014) - 7"
- Braid "Kids Get Grids" (Topshelf, 2015) - Record Store Day Exclusive 7"
- Lifted Bells - "Overreactor" (Run For Cover, 2016) - 12" EP

### Raccolte
- Various - Direction (Polyvinyl) - Braid - "I'm Glowing and You're The Reason"
- Various - Direction (Polyvinyl) - Orwell - "Angular Momentum" (guest artist)
- Various - My Pal God Holiday Record (My Pal God, 1997) - The City On Film - "Fairytale Of New York"
- Various - World Domination in Thirteen Easy Steps (Stratagem, 1998) - Braid - "Collect From Clark Kent"
- Various - Where Is My Mind? A Tribute To The Pixies (Glue Factory, 1998) - Braid - "Trompe Le Monde"
- Various - Another Year On The Streets Vol. 2 (Vagrant, 2001) - Hey Mercedes - " Our Weekend Starts On Wednesday"
- Friction - Hours of Operation: Discography, 1991-1993 Polyvinyl (2004) - compilation
- Various - THICK: Oil (Thick, 2003) - The City On Film - "Lost My Lights (acoustic)"
- Various - In The Film They Made Us A Little More Articulate (Escape Goat, 2003) - The City On Film - "Bad Liver And A Broken Heart"
- Various - My Favorite Songwriters (Five One Inc., 2004) - The City On Film - "I'd Rather Be Wine Drunk (demo)"

### Miscellanea
- Various - The Actuality Of Thought (Bifocal Media, 2001) -- live footage of Braid's "What A Wonderful Puddle" - VHS
- Hubcap - Those Kids Are Weirder LP/CD (Actionboy, 1996 54'40 Or Fight!, reissue 2001)
- Bob Nanna - Threadless Songs LP (Self-released, 2014)